# Саша Нензель
Саша Нензель (нім. Sascha Nensel; нар. 9 травня 1970) — колишній західнонімецький тенісист.
Найвищу одиночну позицію світового рейтингу — 179 місце досяг 10 липня 1989, парну — 300 місце — 22 травня 1995 року.

## Титули на челленджерах

### Одиночний розряд: (1)
| Ранг | Рік  | Турнір                       | Покриття | Суперник    | Рахунок  |
| ---- | ---- | ---------------------------- | -------- | ----------- | -------- |
| 1.   | 1989 | Монтабаур, Західна Німеччина | Ґрунт    | Єнс Верманн | 6–3, 6–2 |